# Собор у моря
«Собор у моря» (исп. La catedral del mar) — испанский исторический телесериал 2018 года, снятый по одноименному роману испанского писателя Ильдефонсо Фальконеса.

## Создание
Съемки телесериала начались в летом 2016 года и завершились в декабре того же года. Было задействовано 2500 человек, 220 животных и сшито 2000 костюмов. Почти 80 % сцен были сняты на открытом воздухе, в том числе перед собором Санта-Мария-дель-Мар в Барселоне, а также в Эстремадуре, Кастилии Ла Манча, Кастилии и Леоне, Мадриде, Арагоне и Каталонии.
При создании проекта были задействованы многие люди, работавшие ранее над сериалом «Изабелла» (одним из самых успешных и известных в мире испанских исторических телесериалов): режиссёр Хорди Фрадес, продюсеры Хауме Банаколоча и Хоан Бас, оператор Тео Дельгадо, композитор Федерико Хусид, художники по костюмам Марсело Пачеко и Пепе Рейес, монтажёр Карлос Х. Санавиа. Звезда телесериала «Изабелла» Мишель Дженнер исполнила в «Соборе у моря» одну из значимых женских ролей.

## Сюжет

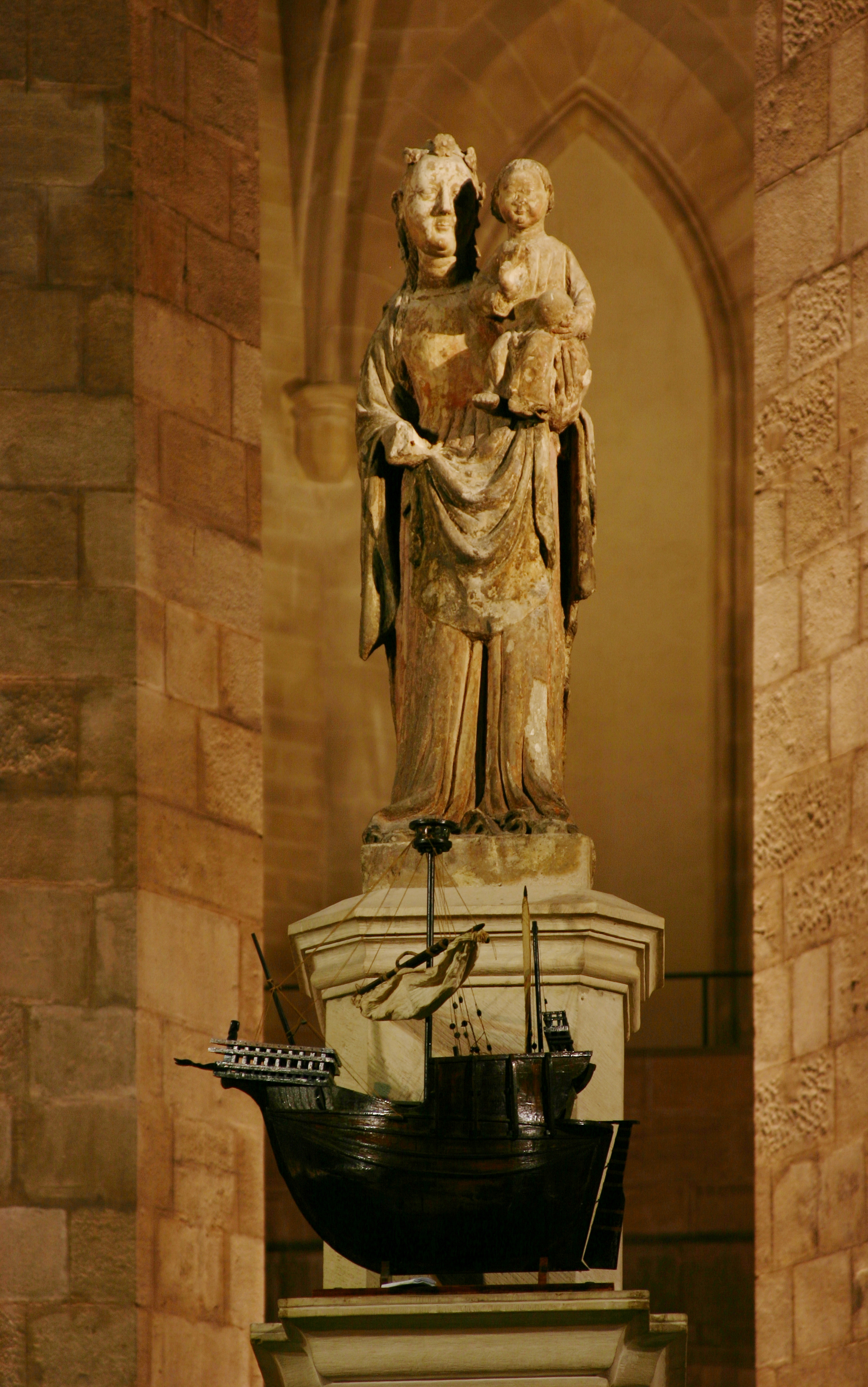
Статуя Девы Марии в Соборе у моря

Сюжет сериала в целом довольно точно следует литературному первоисточнику и описывает жизнь Арнау Эстаньола — сына зависимого крестьянина, добившегося высокого положения в обществе. Повествование начинается в 1320 году со свадьбы родителей Арнау и охватывает период его жизни от рождения до пожилых лет.
Мать Арнау была изнасилована сеньором, решившим воспользоваться правом первой ночи, и была вынуждена стать проституткой. Отец сбежал, спасая сына, и нашел приют в Барселоне в доме своей сестры Гиамоны и её богатого мужа Грау Пуча. По обычаю тех времён, крестьянин, проживший в городе больше года, автоматически становился его гражданином, и возвращать господину его было необязательно. Первые годы жизни Арнау прожил вместе со своими кузенами, однако так и не смог с ними сдружиться. Смерть одного из детей, в которой обвинили девятилетнего Арнау, привела к тому, что после смерти сестры Бернат с сыном были окончательно изгнаны из дома родственников (1330).
Арнау сближается со своим ровесником по имени Хуан, чей отец отказался от него, а мать была заточена в темницу за супружескую измену. Мальчики становятся назваными братьями. Казнь Берната за участие в мятеже, на который он пошёл, чтобы прокормить детей в голодный год, вынуждает их самостоятельно устраиваться в жизни. Хуан становится монахом, а впоследствии инквизитором. Арнау же становится басташем — носильщиком камней на строительстве собора Святой Марии у моря. Судьбы братьев разделяются: Хуан покидает Барселону, чтобы учиться в Болонье, а Арнау, разрываясь между женой и любовницей, в конечном итоге, бежит от обеих и становится солдатом (1343).
Вернувшись в Барселону в 1348 году уже зрелым мужчиной, Арнау обнаруживает, что город опустошён чумой, унёсшей почти всех его друзей, а его жена также находится при смерти. Во время еврейского погрома он спасает детей богатого еврея Хасдая Крескаса, за что их отец щедро его награждает, помогая стать менялой и завести собственное дело с помощью перешедшего к нему на службу опытного мавра Сахата. Арнау богатеет, финансируя дальнейшее строительство собора и вскоре подбирает у него маленькую Мар — осиротевшую дочку унесённых мором басташей. Сумев завоевать авторитет в Барселоне и рассчитаться с унизившей его семьёй Грау Пуча, он получает за свои заслуги перед короной должность морского консула (1358). По желанию короля Педро он также вступает в брак с воспитанницей последнего — доньей Элеонорой. Влюбленный в свою приёмную дочь Мар, выросшую и ставшую не только красивой, но и умной и благовоспитанной девушкой, Арнау пренебрегает своей спесивой женой, та же в ответ ненавидит его и строит ему козни.
Вскоре возвысившийся Арнау убеждается в том, что даже богатство и высокое положение порой не спасают от рабства. Сначала он теряет Мар, по наущению Элеоноры похищенную и обесчещенную влюблённым в неё королевским рыцарем Фелиппом де Понсом (1360), затем потрясённого этим верного слугу Сахата, отплывшего в Пизу, вслед за этим Жуана, направленного искоренять ересь в горных каталонских селениях, а после и своего друга Хасдая, отправленного на костёр местными религиозными фанатиками (1367). В результате заговора, составленного против него Элеонорой и детьми покойного Пуча, Арнау едва не становится жертвой инквизиции, однако старые друзья, в том числе поспешно вернувшийся из Пизы Сахат и Мар, овдовевшая после гибели на войне своего супруга, помогают ему спастись и сохранить положение в обществе.
В конце сериала, в 1384 году шестидесятитрёхлетний Арнау со своей женой Мар и подросшим сыном смотрят на полностью достроенный Собор у моря, возводившийся в течение всей их жизни…

## В ролях
| Актёр                | Роль                      |
| -------------------- | ------------------------- |
| Айтор Луна           | Арнау Эстаньол            |
| Уго Арбуэс           | Арнау (в детстве)         |
| Пабло Дерки          | Жоан                      |
| Мишель Дженнер       | Мар                       |
| Даниэль Грао         | Бернат Эстаньол           |
| Наталья де Молина    | Франческа в молодости     |
| Натали Поса          | Франческа в старости      |
| Андреа Дуро          | Аледис                    |
| Хинес Гарсия Мильян  | Грау Пуч                  |
| Нора Новас           | Гиамона Эстаньол          |
| Рамон Мадаула        | Хасдай Крескас            |
| Хозе Мария Поу       | Сахат                     |
| Тристан Ульоа        | падре Альберт             |
| Сильвия Абаскаль     | Элеонора                  |
| Хорхе Усон           | Фелипп де Понс            |
| Фернандо Сото        | капитан Ферран            |
| Серхио Перис-Менчета | инквизитор Николай Эмерик |
| Тачо Гонсалес        | король Педро IV           |
| Оскар Рабадан        | король Хайме              |

## Список серий
| № эпизода | Название            | Дата премьеры | Число зрителей | В процентах |
| --------- | ------------------- | ------------- | -------------- | ----------- |
| 1         | Беглецы             | 23 мая 2018   | 3 859 000      | (22,8 %)    |
| 2         | Братья              | 30 мая 2018   | 3 192 000      | (19,0 %)    |
| 3         | Желание             | 6 июня 2018   | 3 112 000      | (18,4 %)    |
| 4         | Покаяние            | 20 июня 2018  | 2 576 000      | (16,8 %)    |
| 5         | Мы не похожи на них | 27 июня 2018  | 2 290 000      | (15,4 %)    |
| 6         | Секреты             | 4 июля 2018   | 2 239 000      | (15,4 %)    |
| 7         | Месть               | 11 июля 2018  | 1 961 000      | (13,8 %)    |
| 8         | Осуждённый          | 18 июля 2018  | 2 096 000      | (16,4 %)    |